# 入船町 (基隆市)
入船町為臺灣日治時期臺北州基隆市之行政區，該町內有全臺灣第一間水族館——基隆水族館。町名由來是因為當地為基隆港東岸，是碼頭的所在地。 

## 歷史
1923年（大正12年）4月，第二尋常小學校於入船町成立。
1934年（昭和9年），入船町北白川宮御遺蹟改設為基隆鄉土館，作為研究與展示基隆歷史，風俗物產資料的場所。   
1935年（昭和10年）市尹桑原政夫以入船町官有地設置水族館，供市民欣賞魚類生態。同年12月入船町北白川宮能久親王御遺蹟基隆舊海關御舍營所，公布為史蹟 。

## 町內設施
- 日新尋常小學校（現 中正國民小學）
- 真言宗基隆支部（弘法寺，現 東明寺）
- 鼻子頭社